# Le Saut de la mort
Le Saut de la mort (France) ou Bart le casse-cou (Québec) (Bart the Daredevil) est le 8e épisode de la saison 2 de la série télévisée d'animation Les Simpson.

## Synopsis
Bart et Homer apprennent à la télévision qu'un spectacle de cascades va avoir lieu à Springfield. Ils assistent au spectacle de l'école de Lisa et filent au show de cascades. En cherchant à se garer, ils atterrissent dans l'arène et manquent de se faire déchiqueter par un robot géant, le Dragonnausaure. En dédommagement, ils reçoivent un gros chèque pour réparer leur voiture, une bouteille de mousseux et assistent gratuitement au spectacle. Impressionné par un cascadeur, Bart décide d'en faire son métier. Pour sa première cascade, il se blesse mais cela n'altère pas son enthousiasme. Peu à peu, il réussit ses sauts. Mais lassé par cette facilité, il se met en tête de sauter par-dessus les gorges de Springfield, l'endroit le plus dangereux de la ville. Marge et Homer refusent mais cela renforce sa détermination. Le jour J, Homer arrive à arrêter Bart juste avant qu'il ne saute, mais Homer, se trouvant sur le skateboard de Bart, descend la pente par accident et saute par-dessus le ravin. Il finit par rater son saut, et chute dans le ravin en se blessant gravement. Une ambulance le remonte mais celle-ci percute un arbre, la porte arrière du camion de l'ambulance s'ouvre et Homer retombe à nouveau dans le ravin. Bart, terrifié, décide alors d'arrêter le métier de cascadeur et Homer à l'hôpital, dira au cascadeur : « Tu te crois courageux, bah essaye d'élever mes gamins ! »